# Saranno famosi (film)
Saranno famosi (Fame) è un film musicale del 1980 ideato e prodotto da David De Silva, diretto da Alan Parker, e scritto da Christopher Gore (con numerose modifiche introdotte dallo stesso regista). Il film segue le vicende di un gruppo di studenti negli anni di corso dell'istituto High School of Performing Arts di New York. Il film è suddiviso in capitoli, che corrispondono alle audizioni, al primo, al secondo, al terzo ed al quarto ed ultimo anno di corso.
Nel 1982 fu realizzata una serie televisiva e nel 2009 è stato realizzato un remake del film intitolato Fame - Saranno famosi.

## Trama
Presso la prestigiosa High School of Performing Arts di Manhattan, New York, si stanno svolgendo le severissime audizioni per i nuovi corsi dell'istituto. Centinaia di giovani aspiranti cantanti, attori e ballerini si presentano davanti alla giuria, che assiste alle performance e ascolta le bugie su successi passati ed esperienze lavorative che i ragazzi raccontano per poter essere ammessi.
Alla fine delle selezioni, gli studenti ammessi alla scuola d'arte dovranno affrontare gli studi di tutte le discipline che li accompagneranno per i successivi quattro anni. Fra di loro: Leroy Johnson, ballerino in contrasto con gli insegnanti; la viziata ballerina Lisa Monroe; il musicista di umili origini Bruno Martelli; la dolce ma determinata attrice/cantante Coco Hernandez; la timida ed insicura attrice Doris Finsecker; l'"intrattenitore" Ralph Garcy; il timido ma talentuoso Montgomery MacNeil.
Alla fine dei quattro anni, il corso si conclude con un saggio a cui partecipano tutti gli studenti (tranne Hilary che lascia la scuola), la cui personalità, una volta usciti dalla scuola, sarà profondamente cambiata.

## Personaggi

### Studenti
- Doris Finsecker - Attrice (Maureen Teefy)
- Ralph Garcy/Raul Garcia - Attore (Barry Miller)
- Coco Hernandez - Attrice, cantante e ballerina (Irene Cara)
- Leroy Johnson - Ballerino (Gene Anthony Ray)
- Bruno Martelli - Musicista (Lee Curreri)
- Montgomery MacNeil - Attore (Paul McCrane)
- Lisa Monroe - Ballerina (Laura Dean)
- Hilary van Doren - Ballerina (Antonia Franceschi)

### Insegnanti
- Miss Berg - Insegnante di danza nel film (Joanna Merlin), (nel telefilm segretaria della scuola).
- Mr. Farrell - Insegnante di recitazione (Jim Moody)
- Ms. Grant - assistente della Berg nel film (Debbie Allen), (nel telefilm professoressa di danza).
- Mrs. Elizabeth Sherwood - Insegnante di inglese (Anne Meara)
- Mr. Benjamin Shorofsky - Insegnante di musica (Albert Hague)

## Colonna sonora
La colonna sonora di Saranno famosi, realizzata da Lesley Gore e Michael Gore e pubblicata dalla Polygram Records, vinse l'Oscar alla migliore colonna sonora.

## Riconoscimenti
- 1981 - Premio Oscar
  - Miglior colonna sonora a Michael Gore
  - Miglior canzone (Fame) a Michael Gore e Dean Pitchford
  - Nomination Migliore sceneggiatura originale a Christopher Gore
  - Nomination Miglior montaggio a Gerry Hambling
  - Nomination Miglior sonoro a Aaron Rochin, Jay M. Harding, Christopher Newman e Michael J. Kohut
  - Nomination Miglior canzone (Out Here on My Own) a Michael Gore e Lesley Gore
- 1981 - Golden Globe
  - Miglior canzone (Fame) a Michael Gore e Dean Pitchford
  - Nomination Miglior film commedia o musicale
  - Nomination Miglior attrice in un film commedia o musicale a Irene Cara
  - Nomination Miglior colonna sonora a Michael Gore

- 1981 - Premio BAFTA
  - Miglior sonoro a Les Wiggins, Christopher Newman e Michael J. Kohut
  - Nomination Migliore regia a Alan Parker
  - Nomination Miglior montaggio a Gerry Hambling
  - Nomination Miglior colonna sonora a Michael Gore
- 1981 - Premio César
  - Nomination Miglior film straniero a Alan Parker
- 2023
  - è stato selezionato per la conservazione nel National Film Registry degli Stati Uniti dalla Biblioteca del Congresso come "culturalmente, storicamente o esteticamente significativo".

## Spin-off
Il successo di Saranno famosi ha generato uno spin-off televisivo Saranno famosi ed un musical, andato in scena al West End di Londra per dieci anni.
La prima serie cerca di riprendere i personaggi del film: Leroy Johnson, Coco Hernandez, Bruno Martelli, Montgomery MacNeil e gli insegnanti Benjamin Shorofsky e Elizabeth Sherwood. Le loro storie individuali e le rispettive caratterizzazioni però cambiano con lo sviluppo delle vicende narrate.